# Villa située 29 route des Partisans de l'Ozren à Sokobanja
La villa située 29 route des Partisans de l'Ozren à Sokobanja (en serbe cyrillique : Вила на Путу Озренских партизана 29 у Сокобањи ; en serbe latin : Vila na Putu Ozrenskih partizana 29 u Sokobanji) se trouve à Sokobanja et dans le district de Zaječar, en Serbie. Elle est inscrite sur la liste des monuments culturels protégés de la république de Serbie (identifiant no SK 765),.

## Présentation
La villa a été construite en 1939.